# Zewo

Das Zewo-Gütesiegel

Die Stiftung Zewo ist eine schweizerische Stiftung mit Sitz in Zürich. Sie vergibt an geprüfte und vertrauenswürdige, Spenden sammelnde Organisationen das Zewo-Gütesiegel. Derzeit tragen rund 500 Organisationen das Label.

## Zweck
Zweck der Stiftung ist die Förderung von Transparenz gemeinnütziger, Spenden sammelnder Organisationen gegenüber der Öffentlichkeit zum Schutz der privaten gemeinnützigen Tätigkeit. Dabei ist die Zewo weder parteipolitisch noch weltanschaulich gebunden, noch ist sie gewinnorientiert. Sie verleiht ein Gütesiegel an gemeinnützige Non-Profit Organisationen mit Sitz in der Schweiz und gibt allen Interessierten Auskunft rund um das Thema Spenden. Zudem erbringt sie Dienstleistungen, wie die Erstellung des Schweizer Sammlungskalenders und die Koordination der Begleitaktion «mitenand».

## Tätigkeit
Die Stiftung verleiht ein Gütesiegel an gemeinnützige, Spenden sammelnde Organisationen. Neben der Prüfung werden zertifizierte und nicht zertifizierte Hilfswerke zudem bezüglich der Erreichung und Einhaltung der Zewo-Standards beraten.
Die Zewo wirkt bei der kontinuierlichen Weiterentwicklung von Standards und Methoden mit und setzt sich für eine konsequente und realistische Umsetzung der geltenden Richtlinien in der Praxis ein. Damit trägt sie dazu bei, die Qualität und das Vertrauen in die gemeinnützigen Organisationen nachhaltig zu erhalten.
Alle Interessierten können sich bei der Zewo über gemeinnützige Organisationen und Fragen rund ums Spenden informieren. Zudem können das Verzeichnis der Gütesiegelträger, Merkblätter und andere aktuelle Informationen zum Spendenwesen von der Website heruntergeladen oder kostenlos angefordert werden.
Die Zewo steht für ethisches und wirtschaftliches Fundraising gemeinnütziger Organisationen ein. Sie entwickelt und setzt entsprechende Standards und koordiniert die nationalen Sammlungen von rund 40 grossen Zewo-Gütesiegelträgern im Schweizer Sammlungskalender.
Durch aktive Öffentlichkeitsarbeit sorgt die Zewo für die Bekanntheit des Gütesiegels, klärt auf und schafft Verständnis für komplexe Sachverhalte im Spendenwesen. Sie steht dazu im Dialog mit Gütesiegelträgern, Fachspezialisten, Behörden, Interessengruppen und Medien.
Die Jahresrechnung wird von einer unabhängigen Revisionsstelle geprüft. Zudem kann gegen die Entscheide des Stiftungsrates beim Rekursgericht der Zewo interveniert werden.
Das Gütesiegel unterstützt die Hilfswerke bei der Mittelbeschaffung und verhilft ihnen zu zahlreichen Ermässigungen z. B. bei Inseratepreisen.

### Entschädigung Tätigkeitsaufwand
Hilfswerke mit Sitz in der Schweiz können sich von der Zewo auf die Einhaltung der Gütesiegel-Kriterien prüfen lassen. Die Kosten für die Erst- und die alle fünf Jahre stattfindende Rezertifizierung richten sich nach dem Prüfaufwand zu einem Ansatz von 150 Franken pro Stunde. Es wird eine Vorauszahlung für das Hauptprüfungsverfahren erhoben, die Schlussabrechnung erfolgt nach Aufwand. Die Pauschale für das Vorprüfungsverfahren kostet 2.500 Franken. Dazu kommen die jährlichen Lizenzgebühren. Sie richten sich nach der Grösse und der Art der Organisation. Das Minimum beträgt 300 Franken (für Unterorganisationen), das Maximum 13.000 Franken. Im Jahr 2009 lag der Durchschnitt der Lizenzgebühren bei 1.200 Franken. 60 Prozent der Organisationen haben 500 Franken oder weniger bezahlt.

## Gütesiegel
Das Gütesiegel zeichnet gemeinnützige Organisationen für den gewissenhaften Umgang mit Geldern aus. Es richtet sich an die Öffentlichkeit und dient als Entscheidungshilfe.
Das Gütesiegel bescheinigt den wirtschaftlichen, zweckbestimmten und wirkungsvollen Einsatz von Spendengeldern und steht für transparente Organisationen mit funktionierenden internen und externen Kontrollstrukturen, die Lauterkeit in der Mittelbeschaffung und in der Kommunikation wahren.
Voraussetzung für eine Beantragung ist, dass die Organisation sich sozialen, humanitären, sozio-kulturellen Aufgaben oder dem Schutz der Um- und Mitwelt widmet und seit mindestens zwei Jahren besteht.
Die Prüfung gliedert sich in zwei Teile. In der Vorprüfung wird abgeklärt, ob die Voraussetzungen gegeben sind, erfolgreich zertifiziert zu werden. Aufgrund des Zwischenberichtes entscheidet die Organisation, ob sie sich dem vertieften Hauptprüfungsverfahren mit Besuch vor Ort unterziehen will. Erfüllt die Organisation die Anforderungen, erhält sie das Gütesiegel für fünf Jahre. Danach wird im Rahmen der Rezertifizierung eine erneute Überprüfung vorgenommen.
Bei der Prüfung werden Gemeinnützigkeit, Zweckerfüllung, Wirksamkeit, Wirtschaftlichkeit, Kontrollstrukturen, Transparenz und Ethik untersucht. Die Prüfung erfolgt durch Analyse öffentlicher Informationen, Datenerhebung mit Fragebogen, interne Unterlagen, bei Bedarf Abklärung vor Ort, Einbezug von Fachexperten. Nach der Beurteilung geht der Antrag an den Stiftungsrat, das Rekursgericht überprüft die Entscheide auf Verlangen.
Wird bei der alle fünf Jahre stattfindenden Rezertifizierung festgestellt, dass eine Organisation die Zewo-Anforderungen nicht erfüllt, erhält die Organisation die Auflage, den Mangel innerhalb einer bestimmten Frist zu beheben. Nach Ablauf der Frist wird die Organisation wieder kontrolliert. Ist der Mangel auch nach Ablauf der Nachfrist nicht behoben, wird das Gütesiegel entzogen.

## Stiftungsrat
Die Mehrheit der Mitglieder des Stiftungsrates sind von Hilfswerken unabhängige Personen.
Die Zusammensetzung des Stiftungsrates ist gemäss Art. 8 der Stiftungsurkunde bzw. Statuten geregelt und besagt, dass der Stiftungsrat aus mindestens neun Mitgliedern besteht und die Ausgewogenheit gewährleisten muss. Es dürfen keine einzelnen Interessen überhandnehmen. Aus dem Jahresbericht 2009  ist ersichtlich, dass nur drei von neun Mitgliedern Hilfswerke vertreten, also eine klare Minderheit.

## Geschichte
Die Zentralstelle für Wohlfahrtsorganisationen wurde in den 1930er Jahren von der  Schweizerischen Gemeinnützigen Gesellschaft SGG gegründet.
Im Juni 2001 löste sich der Verein Zewo auf und gründete zusammen mit der SGG die Stiftung Zewo. Das Vereinskapital von CHF 200'000 und der Beitrag der SGG von CHF 400'000 bilden den Grundstock des Stiftungskapitals.